# 버나드 크리빈스
버나드 조셉 크리빈스(Bernard Joseph Cribbins OBE, 1928년 12월 29일 ~ 2022년 7월 27일)  는 70년에 걸친 경력을 가진 영국 배우이자 가수이다.
1960년대 탤런트로 데뷔한 크리빈스는 "The Hole in the Ground", "Right Said Fred" 등의 노블티 송 (코미디 송)으로 인기를 끌었으며, 《투 웨이 스트레치》 (1960년)과 《캐리 온》 시리즈 등의 코미디 영화 출연으로 영국에서 인지도를 높였다. 이후로도 배우 활동을 계속하여 《더 레일웨이 칠드런》 (1970년)의 앨버트 퍼크스 역, 앨프리드 히치콕 감독의 《프렌지》 (1972년)의 바텐더 펠릭스 포시스 역, 《The Hotel Inspectors》 (1975년)의 허식한 호텔 손님 허치슨 씨 역으로 출연한 것이 대표 활동이다. TV 방송계에서는 1966년~1991년 BBC 어린이 시리즈 《재커노리》의 정규 진행자, 1973년~1975년 어린이 프로그램 《더 웜블스》의 해설자를 맡았으며, 최근에는 2013년~2015년 CBeebies 시리즈 《올드 잭스 보트》에서 주인공 배우로 나서기도 했다.
영국 BBC의 SF 드라마 닥터 후에 출연한 것으로 유명한데, 1966년 영화 《서기 2150년 달렉의 지구 침공》에서 후 박사 (Dr. Who)의 동행자인 톰 캠벨 (Tom Campbell)로 처음 출연하였다. 그로부터 41년 뒤인 2008년 닥터 후 뉴 시즌에서 작중 10대 닥터의 동행자 도나 노블의 할아버지이자, 1회 동행자로도 나서는 윌프레드 모트 역에 캐스팅되어 정규 시즌에도 출연하게 되었다. 2023년에는 60주년 스페셜로 방영된 "Wild Blue Yonder" 편에 카메오로 출연하였는데 이것이 생전 마지막 배우 활동이기도 했다.

## 젊은 시절
1928년 12월 29일 잉글랜드 랭커셔주 올덤의 더커 (Derker) 지구에서 태어났다. 아버지는 제1차 세계 대전 참전용사인 존 에드워드 크리빈스 (1896년~1964년), 어머니는 면직업에 종사하시는 에델 크리빈스 (혼전 이름 클락슨. 1898년~1989년)였다. 크리빈스 본인 외에도 자매가 둘이 있었으며 빠듯한 집안살림에서 다같이 살았다고 한다. 아버지가 만물박사여서 연기에도 조금 몸담아 본 적이 있다고 크리빈스는 회고한다.
13세가 되던 해에 학교를 중퇴하고 동네 극장클럽의 보조 무대관리인으로 취직하였다. 그곳에서 작은 배역을 조금씩 맡다가 올덤 레퍼토리 극장에서 견습배우로 활동하게 되었다. 1947년에는 병역의무를 위해 영국군에 입대, 햄프셔주 올더숏에 위치한 낙하산연대로 배치되어 1949년까지 복무하였으며, 팔레스타인 위임통치령으로 파견나가기도 했다.

## 탤런트 활동

### 닥터 후
1966년 BBC의 SF 드라마 닥터 후를 각색한 영화 《서기 2150년 달렉의 지구 침공》 (Daleks' Invasion Earth 2150 A.D.)에 후 박사의 동행자인 '톰 캠벨' (Tom Campbell) 역으로 출연하였다. 이때의 인연을 계기로 2006년에는 닥터 후 뉴 시즌의 두번째 시즌 에피소드 "Tooth and Claw" 편과 연계된 컨셉용 홈페이지에 같은 닥터후 동료배우였던 린다 바론과 함께 결혼식 신랑 역으로 찍힌 사진으로 처음 출연하였다. 2007년 1월에는 빅 피니시 프로덕션에서 제작한 닥터후 오디오 드라마 <Horror of Glam Rock>에 아놀드 콘스 (Arnold Korns) 역으로 캐스팅되어 카메오 출연을 이루었다.
2007년 12월, 크리스마스 스페셜로 방영된 "Voyage of the Damned" 편에서 신문 가판대 주인으로 캐스팅되어 처음으로 TV 정규 시즌에 출연하였다. 이후 2008년 방영된 시즌 4에서 닥터의 동행자 도나 노블의 할아버지인 '윌프레드 모트'라는 배역으로 설정되어 조연으로 출연하게 되었다. 2009년~2010년 신년 특집으로 방송된 "The End of Time"에서는 10대 닥터의 1회성 동행자로 활약하였으며, 작중 뜻하지 않게 닥터의 죽음을 불러온 중요한 인물로 묘사됐다. 이 때의 출연으로 버나드 크리빈스는 닥터의 동행자로 두 번 캐스팅된 유일한 배우이자, 달렉과 함께 닥터후 TV 에피소드와 영화판에 모두 등장한 배우가 되었다. 2019년 빅 피니시에서 제작한 <The Tenth Doctor Adventures>의 "No Place" 편에 윌프레드 성우를 맡았으며, 2022년에는 시즌 4의 주연이었던 데이비드 테넌트, 캐서린 테이트와 함께 60주년 스페셜 시즌에 복귀하게 되었다. 버나드 크리빈스의 출연분은 사후인 2023년 12월 "Wild Blue Yonder" 편에서 공개되었으며, 해당 에피소드는 버나드 크리빈스의 유작으로서 그를 추모하는 자막이 들어갔다.

## 개인사
1955년 보조 무대관리인으로 일하던 길런 맥바넷 (Gillian McBarnet)과 결혼하였으며 65년 넘께 같이 살다가 2021년 10월 11일 맥바넷이 먼저 세상을 떠났다. 두 사람은 잉글랜드 서리주 웨이브리지에 거주하였으며 슬하에 자식은 두지 않았다.